# Château de Bonnivet
Le château de Bonnivet est situé à Vendeuvre-du-Poitou dans le département de la Vienne.
Aujourd'hui disparu, c'était l'un des châteaux les plus impressionnants de la première Renaissance.

## Histoire

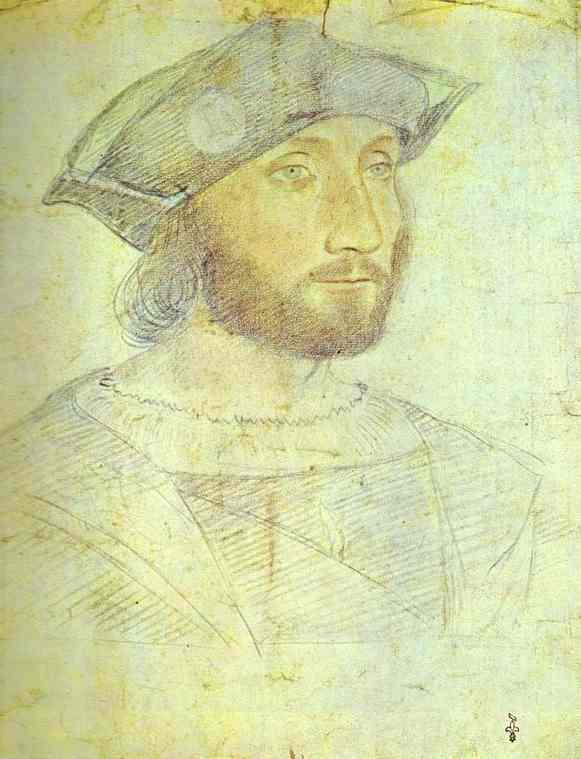
Guillaume II Gouffier, seigneur de Bonnivet, par Jean Clouet

Le début de construction du château de Bonnivet date de 1515. Le seigneur de Bonnivet, Guillaume II Gouffier (vers 1488-1525), favori de François Ier, le fit construire. Il mourut en 1525 à la bataille de Pavie, ce qui entraina l'arrêt de la construction. 
Celle-ci fut reprise de 1649 à 1672 par Jacques de Mesgrigny.
En effet, à Guillaume II Gouffier succéda son fils François Gouffier le Jeune, † 1594, marquis de Bonnivet et des Deffends — sans doute Le Deffend à Dissay — seigneur de Crèvecœur, maréchal de France, père d'Henri Gouffier de Bonnivet, père lui-même d'Henri-Marc-Alfonse-Vincent (1586-1645 ; x 1615 Anne de Monchy-Montcavrel : Postérité), qui échangea Bonnivet contre Fougerolles avec Aimé/Aymeric marquis de Tonnay-Charente, baron de Dinteville par son 1er mariage, fils de René de Rochechouart-Mortemart,,. Par sa 2e union avec Madeleine Mangot de Villarceaux, Aimé/Aymeric continua les marquis de Tonnay-Charente (avec passage aux Colbert de Blainville, par mariage) ; mais de sa 1re femme Léonarde/Léonore de Saulx-Tavannes, baronne de Dinteville et dame de Fougerolles par sa 1re alliance avec Joachim de Jaucourt de Dinteville, Aimé/Aymeric eut François de Mortemart marquis de Bonnivet, † 1647, mari d'Eléonore de Faudoas d'Averton comtesse de Belin au Maine (cf. St-Gervais, Moncé, Laigné) : leur fille Eléonore/Léonore de Mortemart, † 1707, vidamesse de Meaux, épousa en 1644 Jacques de Mesgrigny d'Epoisses, † 1679, frère de François de Mesgrigny de Briel, par mariage sire de Bueil, de Vaujours et comte de Marans.
François-Luc-Romain de Mesgrigny, le fils de Jacques et d'Eléonore de Mortemart, épousa 1° 1684 Agnès-Angélique Turpin de Crissé de Vihiers et transmit Bonnivet à leur fille Eléonore de Mesgrigny, † 1784 à presque 98 ans, femme en 1712 d'Eutrope-Alexis de Chasteigner (1681-1760). La maison de Chasteigner détint la seigneurie de Bonnivet presque jusqu'à la Révolution.
À la veille de la Révolution, en 1788, le château de Bonnivet fut vendu par lots par Charles-Louis de Chasteigner, petit-fils d'Eléonore et d'Eutrope-Alexis, à un certain M. Curieux (qui arrondit son magot en se portant acquéreur aux enchères, en 1795, du domaine de Bonnivet, vendu comme bien national car Charles-Louis avait émigré en 1792), et transformé en carrière de pierre. Beaucoup de collectionneurs achetèrent des reliefs, des sculptures, etc. Certains escaliers furent vendus numérotés pour qu'ils puissent être reconstruits ailleurs, dans d'autres châteaux ou maisons.
Les vestiges du château de Bonnivet, son mur de clôture et le site archéologique ont été inscrits Monument historique le 19 septembre 2001.

## Architecture
Le château de Bonnivet fut certainement le projet le plus ambitieux de la première Renaissance française, précédant le château de Chambord.

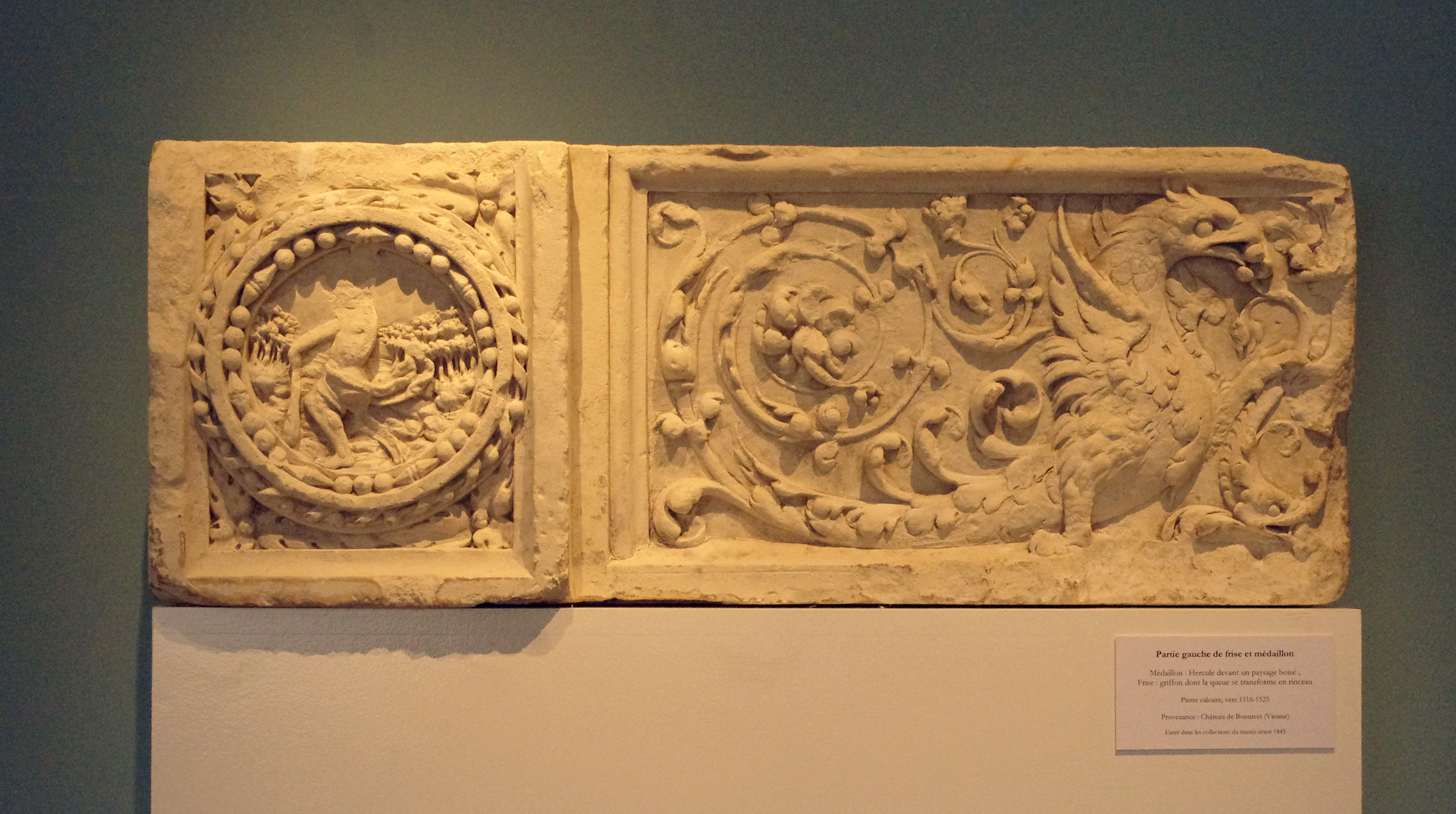
Vestige de linteau de porte orné d'un griffon et d'Hercule provenant du château, Musée Sainte-Croix, Poitiers

Il mesurait 98 mètres de longueur et 30 mètres de hauteur. Il se composait d'une façade encadrée de deux tours d'angle. À peu près au centre du corps de logis se trouvait un escalier en vis qui était logé dans une cage ouverte sur les deux grandes façades par des baies en plein cintre qui formaient une sorte de cabinet à claire-voie. L'essentiel du décor d'une exceptionnelle qualité était concentrée dans cette partie du château. Ce décor était de style italien, mais avec les caractéristiques de la Renaissance française. On y voit apparaitre des motifs "à l'antique" tels que rinceaux, pilastres, candélabres et médaillons.
Le grand escalier du château était à peu près au centre du corps du logis et ordonnançait la distribution des appartements. Il avait un décor d'une exceptionnelle qualité qui constituait le point focal de tout le château. La particularité de cet escalier est qu'il avait une ouverture de sa vis sur chaque façade : façade cour et façade jardins.
Du château de Bonnivet il reste le mur de clôture nord de la cour d'honneur, datant de 1660. Le logis construit au XIXe siècle a réemployé des éléments du château.
Le décor sculpté qui ne fut pas détruit a été récupéré en grande partie par la Société des antiquaires de l'Ouest pour leur musée à Poitiers. L'essentiel de ce décor est aujourd'hui conservé au Musée Sainte-Croix. D'autres éléments, qui n'ont pas été volés ou remontés dans des constructions postérieures, font partie des collections municipales de Vendeuvre, des châteaux de Chincé et d'Avanton, mais aussi au Cleveland Museum of Art et au Louvre.

## Postérité
Le château et son décor sculpté ont eu des répercussions importantes dans l'art de la Renaissance dans le Poitou. De nombreux hôtels de Poitiers, tels que l'Hôtel Berthelot, l'Hôtel d'Estissac ou encore l'Hôtel Jean Beaucé, présentent un décor de toute évidence influencé par les formes inventées à Bonnivet.

## Iconographie
Du château il existe quelques représentations anciennes, toutes inexactes mais qui, rassemblées, ont permis à Jean Guillaume de restituer avec vraisemblance la façade sud et l'escalier.
- Gravure d'après un dessin de Claude Chastillon, vers 1600-1610 (publiée en 1641) 

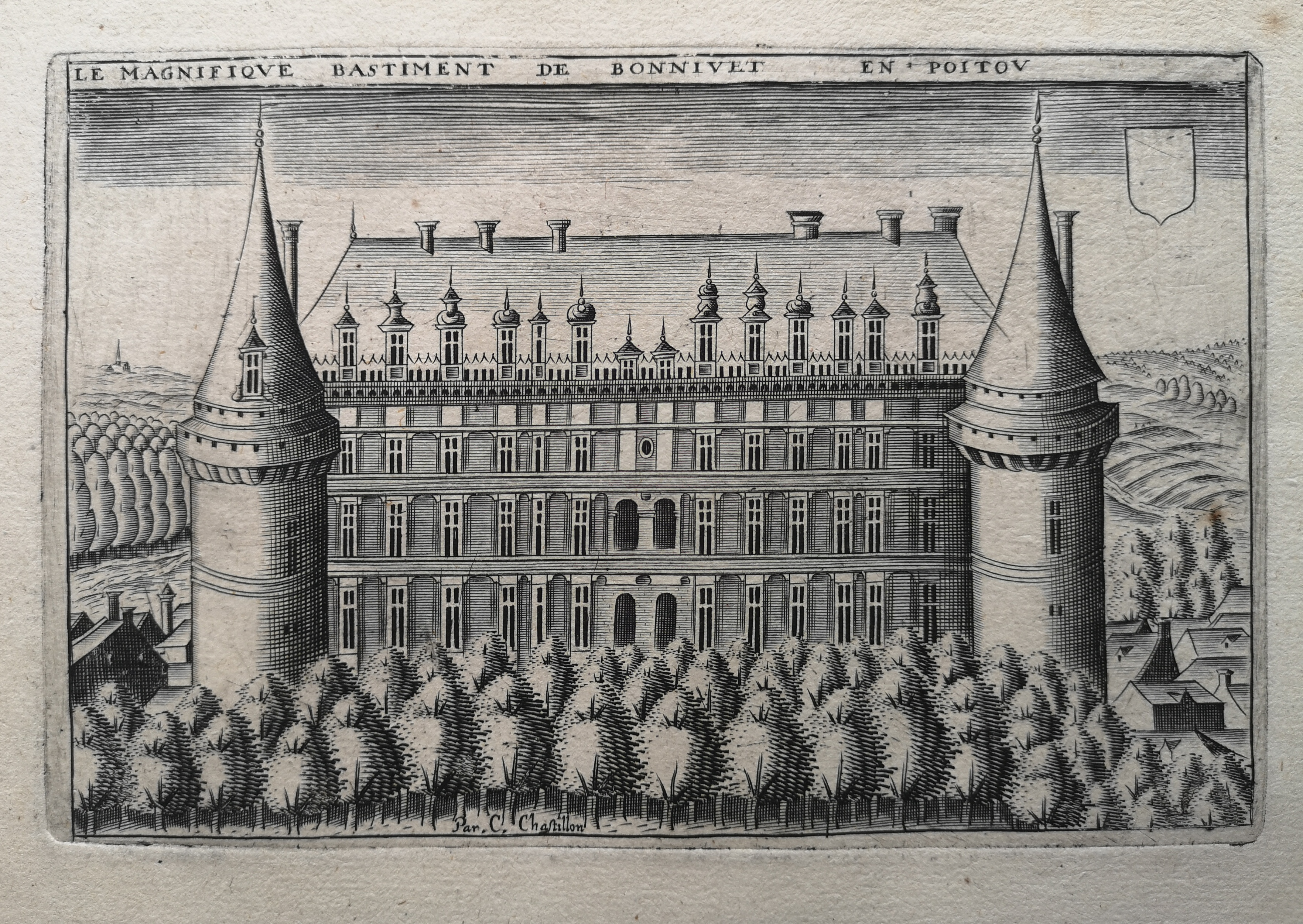
Gravure d'après un dessin de Chastillon du château de Bonnivet vers 1600 (façade sud)

- Gravures de Lapointe, façade sud, lucarne et porte, vers 1670-1680.
- Dessin de la façade sud par Hivonnait réalisé vers 1800 avant démantèlement
- Dessin des ruines du château, par
- Puissilieux-Drausin, vers 1810-1820. Très romantique, l'image représente le bâtiment ruiné du côté ouest. (Musée Sainte-Croix, Poitiers). Il a été lithographié par Pichot.

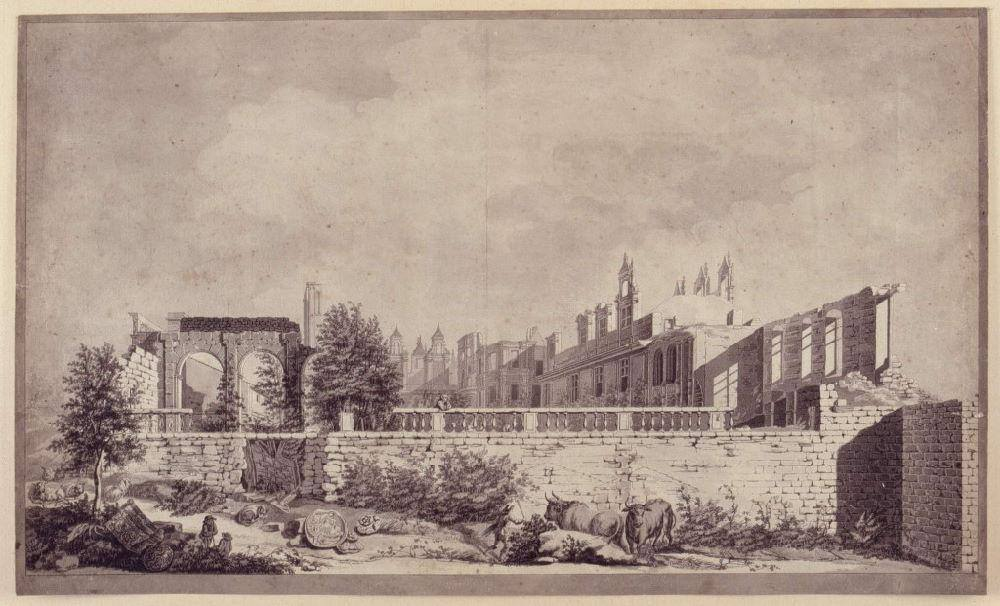
Dessin des ruines du château, par Puissilieux-Drausin, vers 1810-1820. (façade nord)